# Collesis
Collesis är ett släkte av fjärilar. Collesis ingår i familjen mätare.
Kladogram enligt Catalogue of Life:
| Collesis | \| \| Collesis fleximargo \| \| \| \| \| \| Collesis mimica \| \| \| \| |
|          | \| \| Collesis fleximargo \| \| \| \| \| \| Collesis mimica \| \| \| \| |
|          | Collesis fleximargo                                                     |
|          |                                                                         |
|          | Collesis mimica                                                         |
|          |                                                                         |